# فاجانیا
فاجانیا (به ایتالیایی: فاگانیا) یک کومونه در ایتالیا است که در استان اودینه واقع شده‌است.

## خصوصیات
فاجانیا ۳۷٫۰ کیلومترمربع مساحت و ۶٬۲۷۹ نفر جمعیت دارد.